# Communauté de communes du Pilat Rhodanien
Die Communauté de communes du Pilat Rhodanien ist ein französischer Gemeindeverband mit Rechtsform einer Communauté de communes im Département Loire, dessen Verwaltungssitz sich in dem Ort Pélussin befindet.
Er liegt im Südosten des Départements und erstreckt sich vom rechten Ufer der Rhone aus westwärts bis auf die rhoneseitigen (frz.: rhodanien) Hänge des Mont Pilat, ein bis auf 1428 m reichendes Gebirge, das die Täler von Rhone und Loire trennt. Die angeschlossenen Gemeinden sind Teil des Regionalen Naturparks Pilat.
Der am 30. November 2001 gegründete Gemeindeverband besteht aus 14 Gemeinden auf einer Fläche von 144,15 km², sein Präsident ist Georges Bonnard.

## Aufgaben
Zu den vorgeschriebenen Kompetenzen gehören die Entwicklung und Förderung wirtschaftlicher Aktivitäten und des Tourismus sowie die Raumplanung auf Basis eines Schéma de Cohérence Territoriale. Der Gemeindeverband bestimmt die Wohnungsbaupolitik. In Umweltbelangen betreibt er die Wasserversorgung, die Abwasserentsorgung sowie die Müllabfuhr und ‑entsorgung. Außerdem betreibt der Verband die Straßenmeisterei. Er baut und unterhält Kultur- und Sporteinrichtungen und fördert Veranstaltungen in diesen Bereichen.

## Mitgliedsgemeinden
Folgende 14 Gemeinden gehören der Communauté de communes du Pilat Rhodanien an:
| Gemeinde                                  | Einwohner 1. Januar 2022 | Fläche km² | Dichte Einw./km² | Code INSEE | Postleitzahl |
| ----------------------------------------- | ------------------------ | ---------- | ---------------- | ---------- | ------------ |
| Bessey                                    | 465                      | 6,24       | 75               | 42018      | 42520        |
| Chavanay                                  | 2.886                    | 15,06      | 192              | 42056      | 42410        |
| Chuyer                                    | 751                      | 12,06      | 62               | 42064      | 42410        |
| La Chapelle-Villars                       | 533                      | 8,25       | 65               | 42051      | 42410        |
| Lupé                                      | 307                      | 1,47       | 209              | 42124      | 42520        |
| Maclas                                    | 1.867                    | 10,15      | 184              | 42129      | 42520        |
| Malleval                                  | 619                      | 5,06       | 122              | 42132      | 42520        |
| Pélussin                                  | 3.665                    | 32,16      | 114              | 42168      | 42410        |
| Roisey                                    | 1.006                    | 13,03      | 77               | 42191      | 42520        |
| Saint-Appolinard                          | 705                      | 9,84       | 72               | 42201      | 42520        |
| Saint-Michel-sur-Rhône                    | 872                      | 5,87       | 149              | 42265      | 42410        |
| Saint-Pierre-de-Bœuf                      | 1.705                    | 5,95       | 287              | 42272      | 42520        |
| Véranne                                   | 917                      | 15,96      | 57               | 42326      | 42520        |
| Vérin                                     | 655                      | 3,05       | 215              | 42327      | 42410        |
| Communauté de communes du Pilat Rhodanien | 16.953                   | 144,15     | 118              | –          | –            |